# Engollon
Engollon est une localité et une ancienne commune suisse du canton de Neuchâtel, située dans la région Val-de-Ruz. C'est à Engollon que se trouve la piscine du Val-de-Ruz, construite en 1968. 

## Géographie
Selon l'Office fédéral de la statistique, l'ancienne commune d'Engollon mesurait 2,62 km2. 6,1 % de cette superficie correspond à des surfaces d'habitat ou d'infrastructure, 81,7 % à des surfaces agricoles, 10,3 % à des surfaces boisées et 1,9 % à des surfaces improductives.

## Histoire
Au Moyen Âge, Engollon appartient d'abord à la Seigneurie de Valangin, puis à la mairie du même nom. Le village avait une certaine importance puisqu'il était le cœur d'une paroisse comprenant également, depuis une date inconnue mais antérieure à 1228, Boudevilliers, Cernier, Fontaines et Valangin,. C'est le prieur de Môtiers qui nommait alors le curé d'Engollon. 
En 1505, une église est construite à Valangin et celle d'Engollon est rétrogradée au rang de simple annexe. En 1531, Engollon adopte la Réforme protestante. En 1558, une nouvelle paroisse, réformée cette fois, regroupant Fenin et Engollon est créée,.
Le Conseil d'État de Neuchâtel propose en 1964 dans un projet de loi sur les communes de fusionner Engollon avec la commune voisine de Fenin-Vilars-Saules. Le projet ne se concrétise toutefois pas.
Une piscine intercommunale pour l'ensemble du Val-de-Ruz est construite à Engollon en 1968.
En 2001, des festivités sont organisées pendant un mois pour commémorer les 700 ans de la destruction de La Bonneville.
Le 1er janvier 2013, la commune a fusionné avec celles de Boudevilliers, Cernier, Chézard-Saint-Martin, Coffrane, Dombresson, Fenin-Vilars-Saules, Fontainemelon, Fontaines, Les Geneveys-sur-Coffrane, Les Hauts-Geneveys, Montmollin, Le Pâquier, Savagnier et Villiers pour former la nouvelle commune de Val-de-Ruz.

## Démographie
Selon l'Office fédéral de la statistique, Engollon comptait 105 habitants fin 2022. Sa densité de population atteint 40 hab./km2.
Le graphique suivant résume l'évolution de la population d'Engollon entre 1850 et 2008 :

## Temple

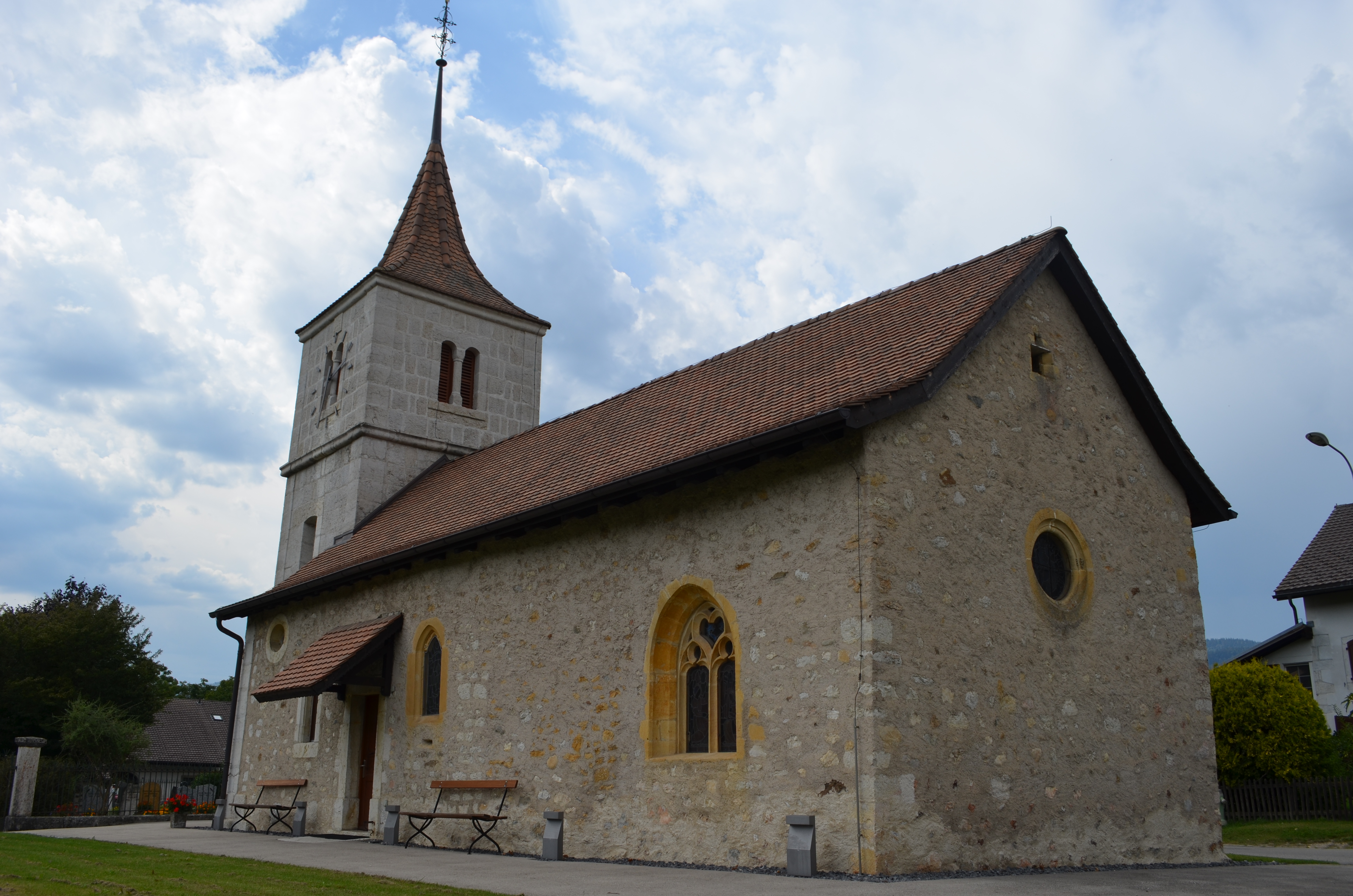
Temple d'Engollon.

Engollon est l'une des sept localités neuchâteloises où il est avéré qu'un lieu de culte, dédié à saint Pierre, a existé avant l'an mil. Des fouilles archéologiques réalisées entre 2004 et 2006 sous la direction du conservateur cantonal Jacques Bujard ont permis de retrouver des sépultures datant des années 650 à 730,. Le temple actuel est toutefois un peu plus récent puisque les parties les plus anciennes, c'est-à-dire les murs d'une partie de la nef, datent du XIIIe siècle. La plus ancienne mention écrite de l'église date de 1228, dans une liste des églises du diocèse de Lausanne.
En 1427, les seigneurs de Valangin Guillaume d'Arberg et Jeanne de Bauffremont font construire une chapelle dédiée à saint Georges et au Christ à la place du clocher pour y être ensevelis. Un nouveau clocher est construit au-dessus de la porte principale. D'une manière plus générale, les seigneurs de Valangin ont été enterrés à Engollon jusqu'à la construction de la collégiale de Valangin en 1505,.
Au XVIIe siècle, le clocher est détruit et un nouveau, en bois, est construit quelques décennies plus tard. En 1803, le clocher en bois fait à nouveau place à un clocher en pierres. La petite cloche date de 1801 et la grande de 1867, les deux ont été fondues à Morteau. Les vitraux du temple ont été réalisés entre 1921 et 1923 par Jules Courvoisier, au moment où le temple connait une importante restauration sous la direction de l'architecte François Wavre. C'est notamment à ce moment-là qu'Alfred Blailé restaure les peintures murales du chœur, datant probablement du second quart du XIVe siècle,. Le décor couvrant la voute de l'église ainsi que les parois latérales dateraient du XVe siècle. Les peintures murales ont été restaurées une nouvelle fois durant la première décennie du XXIe siècle.

## Localité disparue de La Bonneville

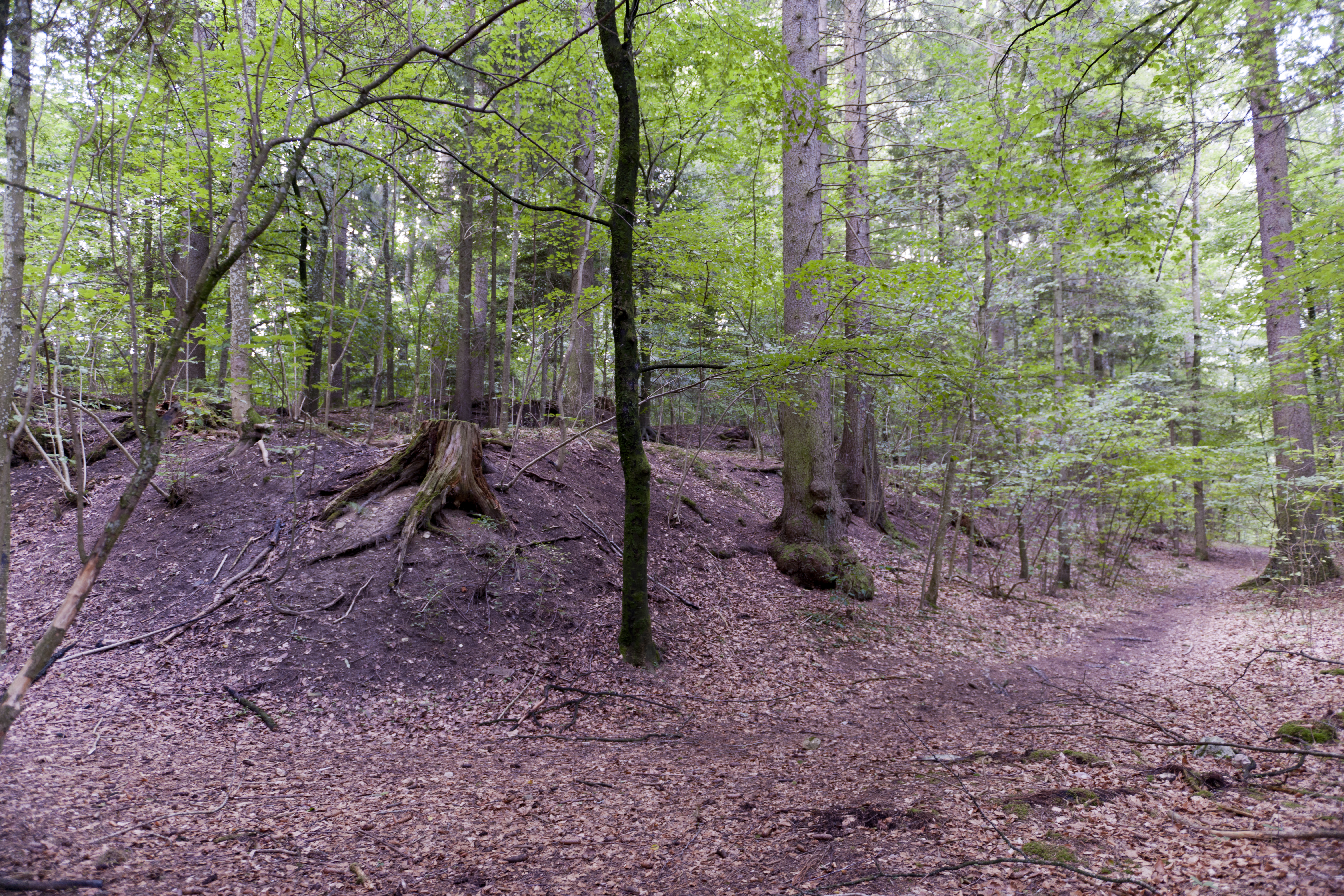
Ruines de La Bonneville.

Au sud-ouest du village d'Engollon a existé au XIIIe siècle le village de La Bonneville, créé par les seigneurs de Valangin pour faire venir des colons dans la région,. En 1295, les seigneurs de Valangin donnent leur seigneurie, y compris La Bonneville, en franc-alleu aux princes-évêques de Bâle, afin de faire face aux prétentions des comtes de Neuchâtel, et la dirigent désormais en fief. Cette décision entraîne deux interventions armés de Rodolphe IV de Neuchâtel, en 1296 et 1301, la seconde se soldant par la destruction de La Bonneville le 28 avril 1301. Seules quelques ruines sont actuellement encore visibles.
Les mentions écrites de La Bonneville datant d'avant 1301 sont très rares (trois au total) et mentionnent différents noms (Bonneville, Villeneuve, Neuveville). Il y a en revanche des textes du début du XIVe siècle mentionnant la ville et ses habitants établis à différents endroits. Des fouilles archéologiques ont eu lieu entre 1874 et 1883, puis à nouveau depuis 1992 pour mieux connaître l'histoire du lieu. Des restes de murs, des outils et des pointes de flèches ont été retrouvés. En 2002, un monument commémorant la destruction de La Bonneville en 1301 est inauguré.